# إيزوبوتيليدين ثنائي اليوريا
إيزوبوتيليدين ثنائي اليوريا هو مركب عضوي بالصيغة (CH3) 2CHCH {NHC (O) NH2} 2. إنه مشتق من اليوريا (OC (NH2)2)، وهو نفسه قابل للذوبان بدرجة عالية في الماء ، لكن إيزوبوتيليدين ثنائي اليوريا ليس كذلك. يعمل كسماد يتم التحكم فيه بسبب انخفاض قابليته للذوبان، مما يحد من معدل التحلل المائي إلى اليوريا، وهو سماد سريع المفعول.
يتم إنتاجه عن طريق تفاعل تكثيف الأيزوبوتييرالديهيد واثنين من معادلات اليوريا:
(CH3)2CHCHO + 2 OC(NH2)2 → (CH3)2CHCH{NHC(O)NH2}2 + H2O
إن عملية الإطلاق المتحكم فيه هي عكس التفاعل أعلاه، والذي يحدث فقط بعد ذوبان الإيزوبوتيليدين ثنائي اليوريا.

## مواد ذات صلة
تم تطوير عدد من نماذج تقارير الحالة على أساس اليوريا. ذات الصلة بالإيزوبوتيليدين ثنائي اليوريا هو كروتونيليدين ديوريا (كروتودور). أبسط هي مواد مختلفة من اليوريا فورمالدهايد مثل اليوريا، والتي تتكون من الميثيلين ديوريا وثنائي إيثيلين تريوريا.